# 馬漢寶
馬漢寶（1926年12月31日—2022年12月20日），字襄武，安徽渦陽人，生於漢口市（今湖北省武漢市），中華民國法律學者，中華民國前司法院大法官。其父馬壽華曾任司法院秘書長、行政法院院長、公務員懲戒委員會委員長及總統府國策顧問等職。

## 生平
馬漢寶小學在上海就讀，因家住西方人群居之處，從小就習慣使用英語。小學畢業後，先後就讀於南洋中學、復旦高中，後尊父意入復旦大學法律系習法。1947年時，馬漢寶自復旦大學肄業，隨父母來台灣，入台灣大學法律系。1950年畢業時，因成績為全級最佳，被校長傅斯年留為助教，後迭升講師、副教授、教授等職，主要教授憲法及國際私法等課程。
1964年，馬漢寶進入美國哈佛大學研究；1971年，受聘為位於西雅圖華盛頓大學法學院客座教授；其後在1981年至1982年間，亦曾應聘為奧地利科學院及維也納大學法學部客座教授，並在西德慕尼黑大學及位在西柏林的柏林自由大學講學。1991年，應聘為香港大學法學院客座教授；1993年，應聘為法國學術院講座；1994年，應聘任加拿大英屬哥倫比亞大學法學院客座教授；1995年，任紐約哥倫比亞大學法學院客座教授；1997年，任聖路易華盛頓大學法學院訪問教授；1999年，任北京大學法學院訪問教授。國際私法及中西法哲學或思想比較為其所長。
另外，1972年，馬漢寶曾擔任考試院考試委員一職，1982年被補提名為中華民國第四屆大法官，同年就職，1985年連任，1994年退職。1984年至2002年間並曾任中央研究院評議員。

### 信仰
馬漢寶是虔誠的基督教徒，是聖公會教友，積極參與教會聖工。2015年9月21日，馬漢寶獲聖公會臺灣教區主教賴榮信派立為「臺灣教區終身法政法制顧問」，典禮在聖約翰座堂舉行。。